# Gare de Gunsbach-Griesbach
Gare de Gunsbach-Griesbach vasútállomás Franciaországban, Gunsbach településen.

## Vasútvonalak
Az állomást az alábbi vasútvonalak érintik:
- Colmar–Metzeral-vasútvonal

## Kapcsolódó állomások
A vasútállomáshoz az alábbi állomások vannak a legközelebb:
- Gare de Wihr-au-Val - Soultzbach-les-Bains
- Gare de Munster-Badischhof